# Airbus Military
Airbus Military — подразделение авиастроительной компании Airbus S.A.S, конгломерат EADS. Официально была создана в 2009 году с целью объединения разработок и выпуска военно-транспортных самолётов Airbus и EADS.

## Общая информация
Центральный офис компании находится в Мадриде, Испания. В городе Хетафе проводится модификация гражданского Airbus A330 в транспортный самолёт-заправщик (модификация MRTT).

С 2007 года на авиазаводе в Сан-Пабло (бывшая компании CASA, Испания) проходят лётные испытания A400M, а также производство и сборка самолётов C212, C295 и CN235.

## История
Компания была основана в январе 1999 как SAS Airbus Military Company, для управления проектом военно-транспортного самолёта Airbus A400M. В мае 2003 компания была переименована в Airbus Military Sociedad Limitada (AMSL).
16 декабря 2008 EADS объявил о слиянии своего подразделения военно-транспортных самолётов MTAD с AMSL и о создании новой компании Airbus Military, которая в свою очередь стала частью Airbus S.A.S. Руководителем был назначен Карлос Суарез — бывший руководитель MTAD. Официально интеграция вступила в силу 15 апреля 2009 года.

## Продукция

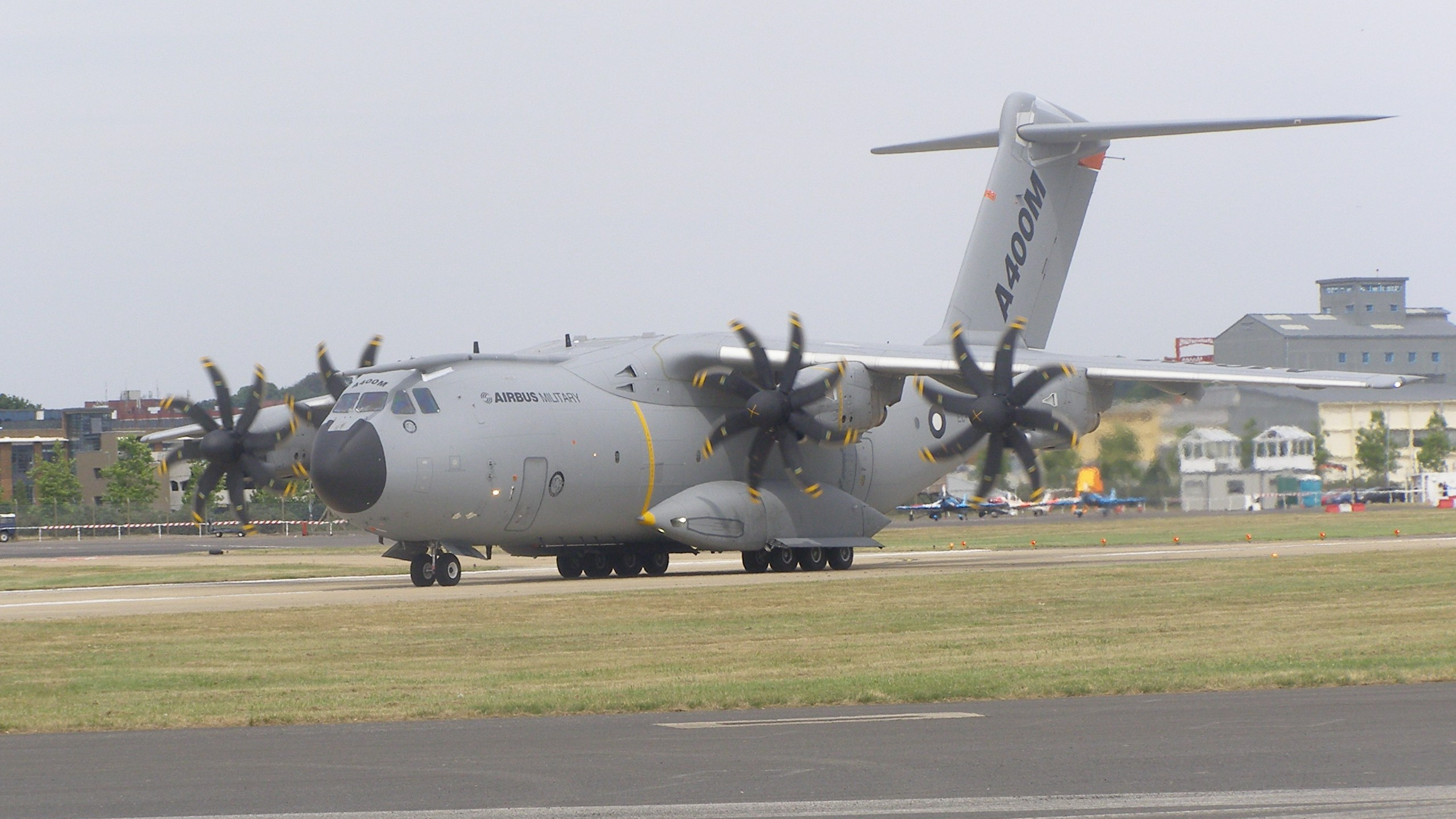
A400M
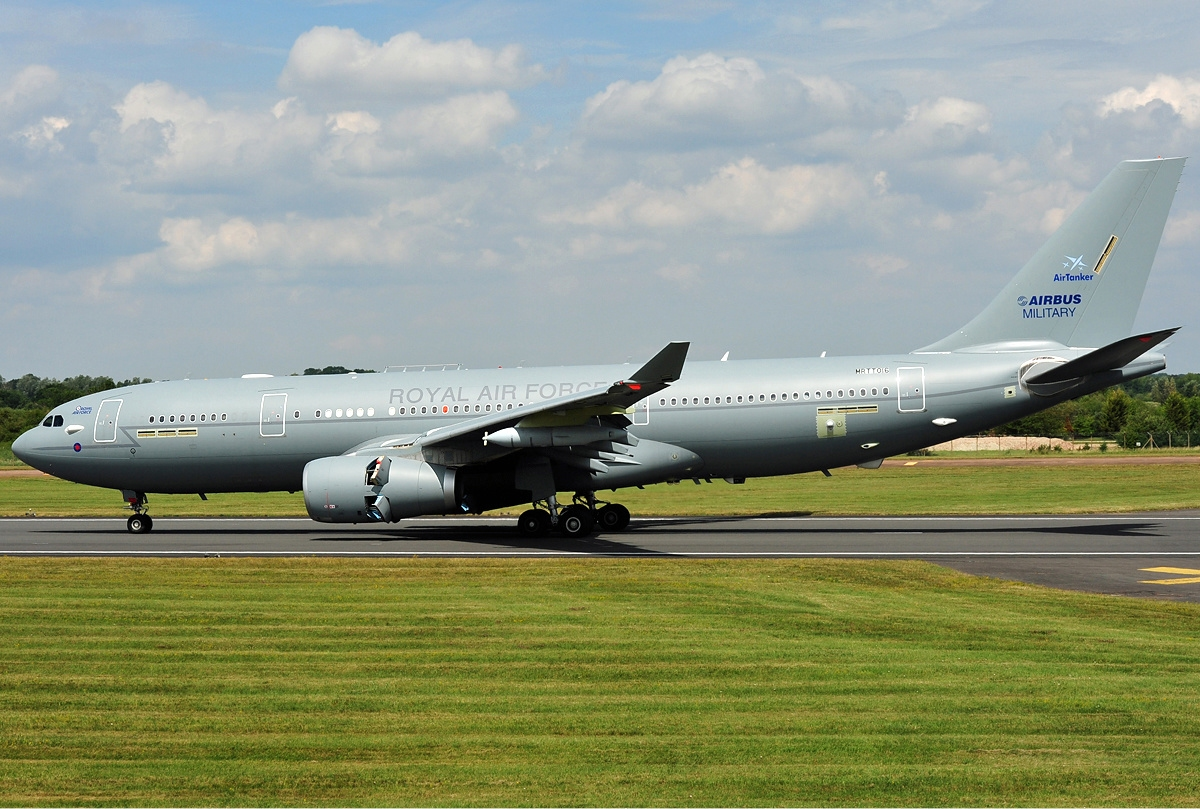
A330 MRTT
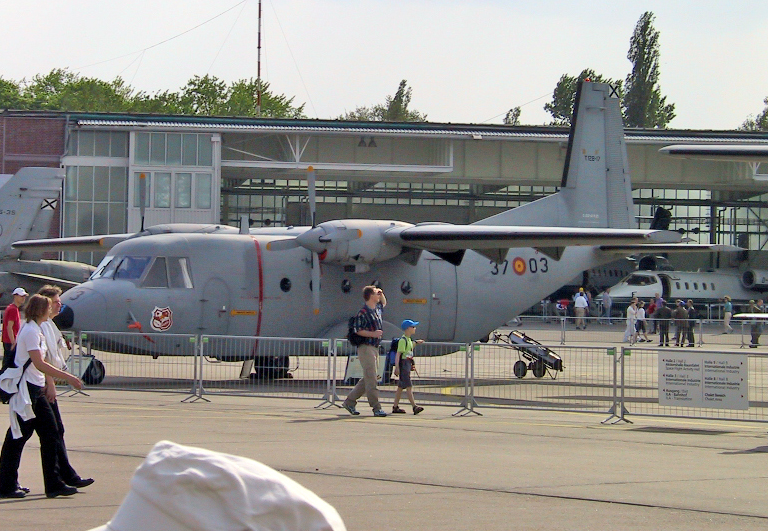
C-212
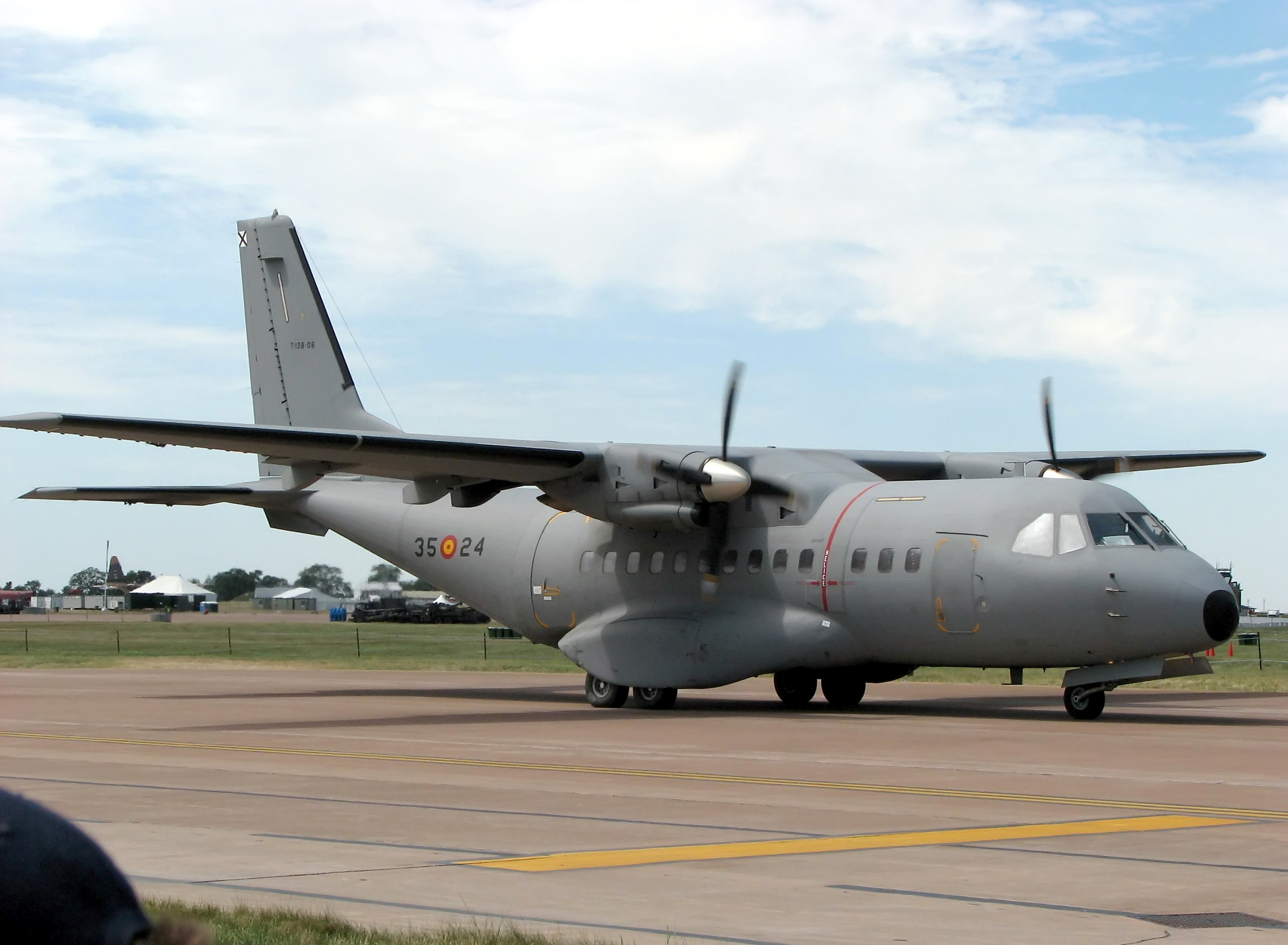
CN-235
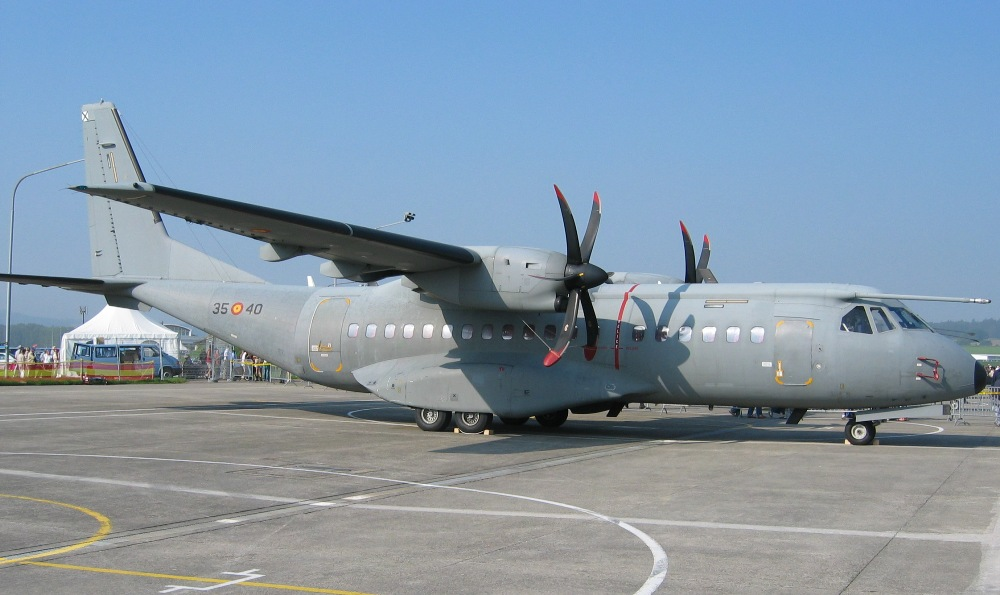
C-295